# Frank Zander

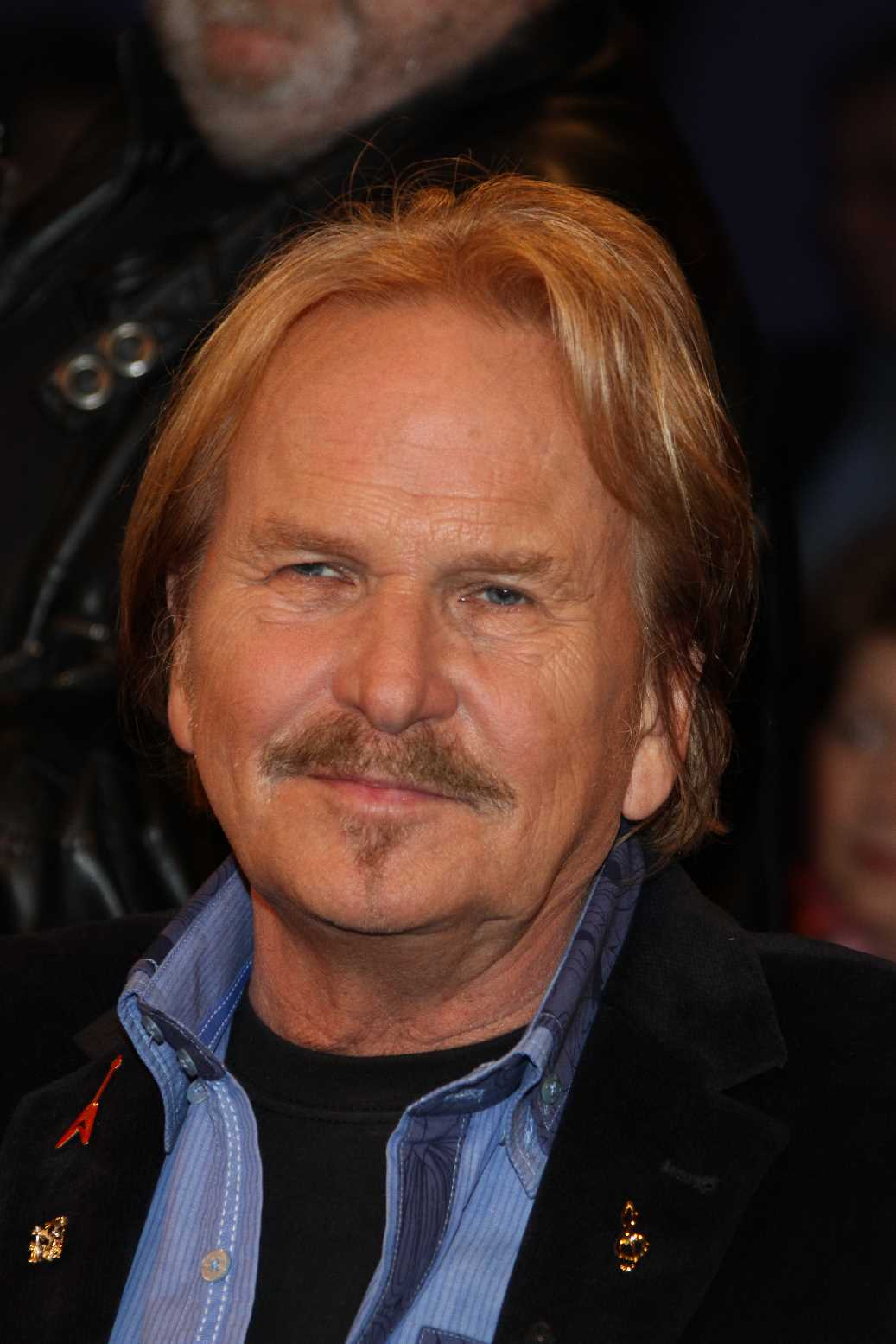
Frank Zander 2009 im Studio bei Markus Lanz

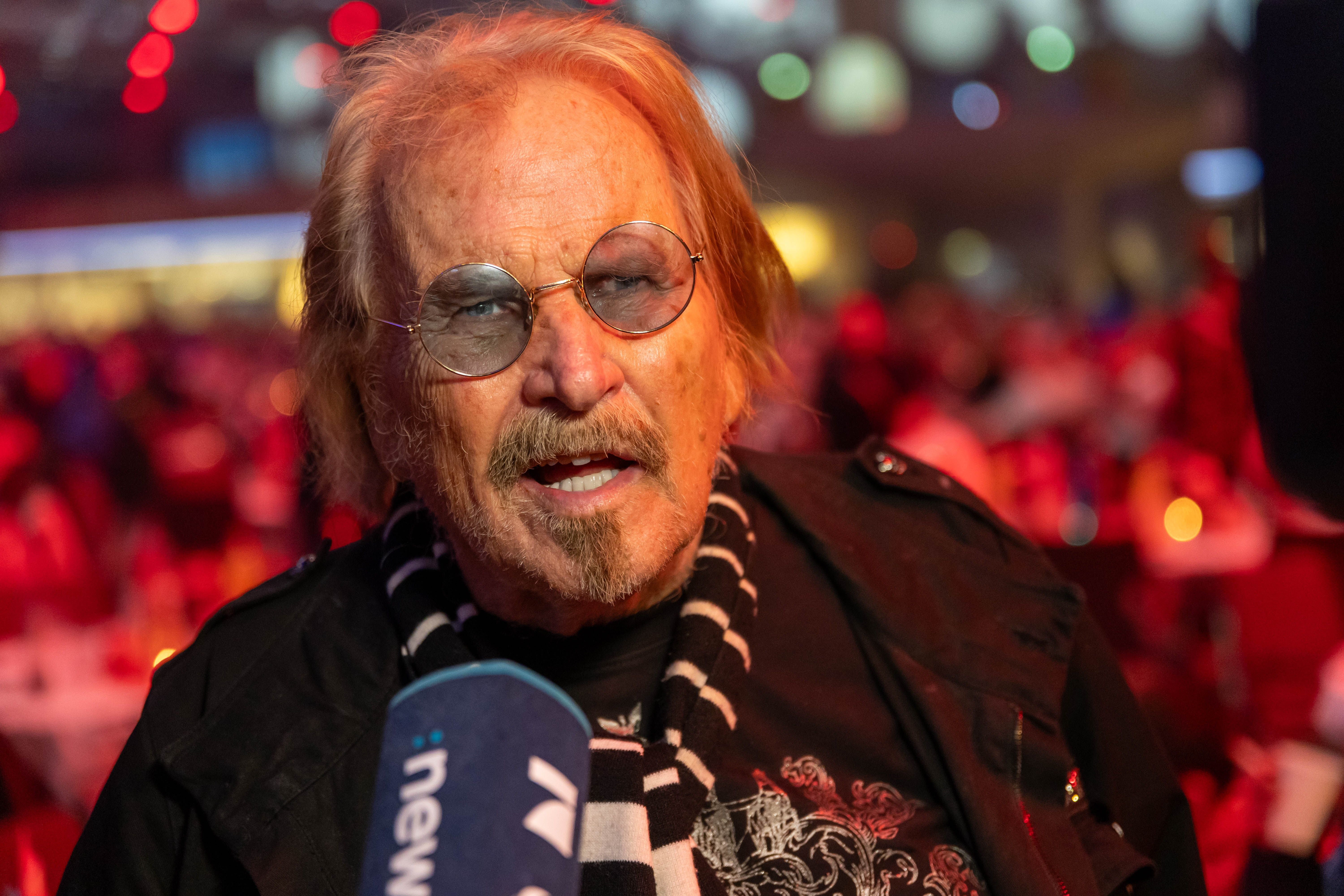
Frank Zander (2024)

Frank Kurt Zander (* 4. Februar 1942 in Berlin) ist ein deutscher Schlagersänger und Popmusiker, Moderator, Schauspieler und Synchronsprecher.

## Leben
Frank Zander wurde im Berliner Bezirk Neukölln als Sohn einer Milchhändlerin und des Schlossers Bruno Zander geboren.
Zander ist seit 1968 verheiratet, hat einen Sohn und einen Enkel und lebt auf Ibiza sowie seit 1967 in einer Mietwohnung in Berlin-Charlottenburg.
Markenzeichen war von Beginn der Karriere an die raue Stimme, sie ist Folge einer nicht auskurierten Mandelentzündung Anfang der 1970er Jahre.
Zander betätigt sich auch als Maler. Seine Bilder sind käuflich zu erwerben und auch in Ausstellungen zu sehen. Zanders Urgroßvater war mit Heinrich Zille befreundet. Einige Zeichnungen Zilles befinden sich heute in Frank Zanders Besitz.
Seinen ursprünglichen zweiten Vornamen Adolf ließ er amtlich durch Kurt ersetzen.

## Wirken

### Musikalisch: 1975 bis 2023
Nach einer Ausbildung als Grafiker begann seine Karriere als Sänger und Gitarrist der Gloomy-Moon-Singers (später Gloomys). Mitte der 1970er Jahre startete er seine Solokarriere und wurde bekannt mit Liedern wie Der Ur-Ur-Enkel von Frankenstein (1974; 1975 in Österreich eine Woche lang auf Platz 1), Ich trink auf dein Wohl, Marie (1974, später gecovert von Screaming Lord Sutch) und Oh, Susi (der zensierte Song) (1976). 1977 erhielt er den Bronzenen Bravo Otto der Jugendzeitschrift Bravo.
Ab 1978 folgten unter dem Pseudonym Fred Sonnenschein und seine Freunde weitere Lieder wie Der kleine Finkenhahn. Die Freunde waren die Goldhamster Fritz, Rudi, Walter und Max. Bei Fernsehauftritten wurde Frank Zander alias Fred Sonnenschein allerdings nur von zwei Hamsterfreunden, nämlich Fritz und Max, in Maskottchen-Kostüm begleitet, die sich mit ihm in den Liedern angeregt unterhielten oder ihm die Erzähler-Rolle überließen. Wie bei den gleichzeitig populär gewordenen Schlümpfen wurden die Hamster-Stimmen elektronisch aufbereitet. Dem Goldhamster Fritz lieh Hugo Egon Balder seine Stimme. In dieser Besetzung erhielt Zander eine erste Goldene Schallplatte für die Single Ja, wenn wir alle Englein wären (1981), die vier Wochen Nummer eins in Deutschland war. Das Lied ist eine Parodie auf den instrumentalen Sommerhit des Jahres, den Ententanz von den Electronica’s. Außerdem kam das Lied auf Platz 1 der österreichischen Charts sowie auf Platz 6 in den Schweizer Charts. Danach war Zander noch mit zwei weiteren Coverversionen aktueller Hits erfolgreich, 1982 mit „Da, da, da, ich weiß Bescheid, du weißt Bescheid“ (Original von Trio), das in den österreichischen und Schweizer Charts vertreten war, und Anfang 1986 mit seiner Persiflage Jeannie (Die reine Wahrheit) auf Falcos Jeanny, die auch in die Schweizer und österreichischen Charts einstieg.
1989 gründete Zander gemeinsam mit seinem Sohn Marcus Zander und Dieter Poen (Promoter bei Hansa 1977 bis 1989) die Zett Records Produktion & Verlag GmbH.
Im November 1989 brachte er unter dem Image des Kurt die Single Hier kommt Kurt heraus, das sich ebenfalls in Deutschland, Österreich und der Schweiz mehrwöchig in den Charts hielt.
Zander sang das deutsche Themenlied der Fernsehserie Teenage Mutant Hero Turtles und des Films Ein Fall für TKKG: Drachenauge.
Für den Berliner Fußballclub Hertha BSC schrieb und sang Zander 1993 das Vereinslied Nur nach Hause (geh’n wir nicht), das vor und nach jedem Heimspiel von Hertha BSC gespielt wird. (Original: Sailing von den Sutherland Brothers)
Seit 1997 besingt Zander „ganz persönliche Geburtstags-CDs“ mit einem Geburtstagslied für einen bestimmten Vornamen. Das Konzept hierzu basiert auf den Geburtstags-Singles von der Firma Bob Burrows, die Frank Zander Mitte der 1980er Jahre einspielte. Für diese CD bekam er 2002 nach 250.000 verkauften Exemplaren eine weitere Goldene Schallplatte.
Seine CD Rabenschwarz (2004) – beworben mit „Das Ende des Deutschen Schlagers“ – enthält Schlager, wie Siebzehn Jahr, blondes Haar von Udo Jürgens, die im Stil von Rammstein gecovert wurden. Am 31. Oktober 2005 erschien die CD Rabenschwarz Teil 2, unter anderem mit einem Duett gemeinsam mit Nina Hagen. Neben Coverversionen sind auch Neuauflagen alter Zander-Songs wie Hier kommt Kurt oder Nachbar enthalten. Des Weiteren hat er mit dem Berliner Künstler Prinz Pi das Lied Meene Stadt aufgenommen, das auf dessen Album !DonnerwetteR! erschienen ist. Im April 2007 erschien die neue Single Hier kommt Knut für den Eisbären Knut aus dem Berliner Zoo. Ende 2008 arbeitete er noch einmal mit Prinz Pi zusammen. Gemeinsam mit dem Produzenten Biztram entstand der Track Wo gehst du hin meine Schöne über die Zerstörung der Erde und die Selbstausrottung der Menschheit. Im Juni 2023 veröffentlichte er mit DJ Tomekk die Single Sommer in Berlin.
Anfang August 2023 kündigte Zander das Ende seiner Gesangskarriere an und trat am 11. August 2023 zum letzten Mal als Sänger im Schlagerolymp auf.

### Im Fernsehen
Als Fernsehmoderator trat er zusammen mit Helga Feddersen zwischen 1976 und 1980 in der Plattenküche auf. Ebenfalls mit Helga Feddersen wirkte er zum Jahreswechsel 1977/1978 in der Silvestershow Morgen ist heute schon gestern mit. Von 1979 bis 1980 trat er im WWF-Regionalprogramm in 30 Folgen von Heiße Tips in einer Doppelrolle als Willi Schussel und Dr. Besserwiss auf. Später arbeitete Zander mit verschiedenen Kollegen in ARD-Sendungen wie Bananas (1981–1984), Spaß am Dienstag, Känguru, Sender Frikadelle (1986–1987) und eine Pilotfolge von Frankobella (mit Isabel Varell, 1987). Außerdem moderierte er die Musiksendungen Vorsicht, Musik! (ZDF, 1982–1984) und RTL Kinderhitparade (RTL plus, 1989–1992). Ferner spielte er mit Dieter Hallervorden  1986 in der ZDF-Fernsehserie Didi – Der Untermieter und 1989 in der ZDF-Comedyreihe Die Didi-Show mit.

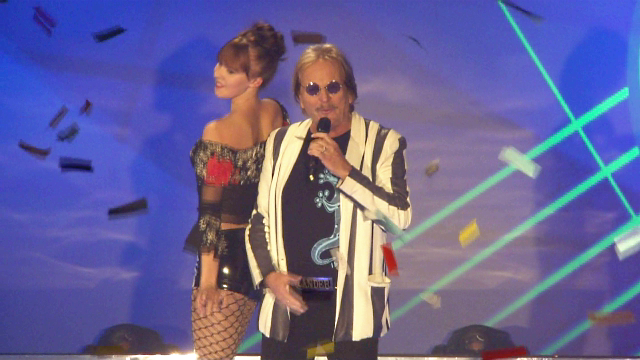
Frank Zander 2010

In einer Folge der Fernsehserie Das Erbe der Guldenburgs (ZDF 1987–1990) spielte Zander 1989 eine Nebenrolle als Reporter, im Tatort: Der Hammer spielte er 2014 eine Nebenrolle.

### Im Kino
Er synchronisierte Asterix in der Neusynchronisation von Asterix der Gallier und Asterix – Sieg über Cäsar und übernahm außerdem eine kleine Synchronisationsrolle als Schmetterling im Zeichentrickfilm Das letzte Einhorn. 1997 synchronisierte Zander das Power-Tool in dem deutschen Zeichentrickfilm Die furchtlosen Vier.
In dem 2007 erschienenen deutschen Spielfilm Neues vom Wixxer spielte er eine kleine Rolle als Fred Fartwind. In der Verfilmung des gleichnamigen Musicals Ich war noch niemals in New York spielte er 2019 in einer Nebenrolle einen langhaarigen Trucker.

## Soziales Engagement und weitere Aktivitäten
Seit 1995 organisiert Zander jährlich ein Weihnachtsessen für mittlerweile rund 2500 Obdachlose und Bedürftige in Berlin im Estrel-Hotel, für das er zahlreiche Unternehmen als Sponsoren gewinnen kann. Zudem bieten Prominente ihre Hilfe an, die das Weihnachtsmenü servieren, das Unterhaltungsprogramm füllen oder Geschenke verteilen. Serviert werden alljährlich insgesamt etwa 3000 Gänsekeulen, 6500 Knödel, 850 kg Rotkohl und 250 Liter Soße. Für sein Engagement wurde er 2022 mit dem Verdienstkreuz erster Klasse des Verdienstordens der Bundesrepublik Deutschland ausgezeichnet. 2024 gründete er die Frank-Zander-Stiftung für soziales Engagement.
Mit seinem Freund, Gastronom und Besitzer einer kleinen Imbisskette (Zum Würfel; Nummer I bis IV) Olaf Schenk entwickelte Zander in den 2020er Jahren einen besonderen Fischsnack, inspiriert durch seinen Namen: Zanderburger (Hamburger mit echtem Zander belegt), oder Zander mit Pommes frites bzw. Kartoffelsalat. Zur Einführung dieser neuen Geschäftsidee verkaufte der Musiker am 14. April 2025 die Kreationen am Reinickendorfer Imbiss Zum Würfel II.

## Diskografie
Studioalben

| Jahr | Titel                           | Höchstplatzierung, Gesamtwochen/‑monate, AuszeichnungChartplatzierungen (Jahr, Titel, Platzierungen, Wochen/Monate, Auszeichnungen, Anmerkungen) | Höchstplatzierung, Gesamtwochen/‑monate, AuszeichnungChartplatzierungen (Jahr, Titel, Platzierungen, Wochen/Monate, Auszeichnungen, Anmerkungen) | Höchstplatzierung, Gesamtwochen/‑monate, AuszeichnungChartplatzierungen (Jahr, Titel, Platzierungen, Wochen/Monate, Auszeichnungen, Anmerkungen) | Anmerkungen                                                                    |
| Jahr | Titel                           | DE | AT | CH | Anmerkungen                                                                    |
| ---- | ------------------------------- | --- | --- | --- | ------------------------------------------------------------------------------ |
| 1975 | Wahnsinn                        | DE14 (6 Mt.)DE | AT2 (5 Mt.)AT | — | Erstveröffentlichung: 1. Juli 1975                                             |
| 1977 | Zander’s Zorn                   | DE4 (8 Mt.)DE | — | — | Erstveröffentlichung: 16. Januar 1977                                          |
| 1978 | Frank’s beknackte Ideen         | — | AT8 (4 Mt.)AT | — | Erstveröffentlichung: 1. April 1978                                            |
| 1979 | Donnerwetter                    | DE13 (8 Wo.)DE | — | — | Erstveröffentlichung: 2. Juli 1979                                             |
| 1981 | Ja, wenn wir alle Englein wären | DE20 (10 Wo.)DE | AT9 (2 Mt.)AT | — | Erstveröffentlichung: 26. Oktober 1981 als Fred Sonnenschein und seine Freunde |
| 1982 | Die fröhliche Hamster-Parade    | DE14 (11 Wo.)DE | — | — | Erstveröffentlichung: 19. April 1982 als Fred Sonnenschein und seine Freunde   |

grau schraffiert: keine Chartdaten aus diesem Jahr verfügbar
Weitere Studioalben
- 1982: Frankie’s Zanda Da Da
- 1987: Stromstöße
- 1988: Frankie’s Party
- 1990: Kurt – Quo vadis
- 1992: Einfach Zanders
- 1995: Garantiert Gänsehaut
- 1998: Zanders Power Pack
- 2000: Weihnachten mit Fred Sonnenschein und seinen Freunden
- 2004: Rabenschwarz Teil 1
- 2005: Rabenschwarz Teil 2
- 2008: Reibeisen[30]
- 2010: Kinder Schlager Party
- 2012: Typisch Wassermann[31]
- 2015: Immer noch der Alte[32]
- 2019: Urgestein

## Auszeichnungen
- 2000 Berliner Bürgermedaille für besondere Verdienste für sein alljährliches Engagement für Obdachlose[33]
- 2002 Verdienstkreuz am Bande des Verdienstordens der Bundesrepublik Deutschland, für sein soziales Engagement
- 2007 Berliner Ehrennadel für sein soziales Engagement für Obdachlose.[34]
- Berliner des Jahres 2008 (Wahl der Leser der Berliner Morgenpost und der Hörer des Radiosenders 104.6 RTL)
- 2009 Wichernplakette des Diakonischen Werkes Berlin-Brandenburg-Schlesische Oberlausitz
- 2011 Das große Kleinkunstfestival Ehren-Preis
- 2012 Berliner Bär (Kategorie: Benefiz)
- 2012 Verdienstorden des Landes Berlin[35] für sein soziales Engagement für Obdachlose
- 2014 smago! Award für sein vorläufiges künstlerisches Lebenswerk + soziales Engagement
- 2016 Verdienstorden des Landes Brandenburg für sein jährliches Weihnachtsessen mit Obdachlosen[36]
- 2017 Neuköllner Ehrennadel für sein alljährliches Weihnachtsfest für Obdachlose und Bedürftige im Estrel Berlin-Neukölln.[37]
- 2020 Listen To Berlin Award (Rolf Budde Preis für Haltung)[38]
- 2020: smago! Award für „25 Jahre Hertha-Hymne / 25 Jahre Obdachlosenfest“[39]
- 2021: smago! Award für „Social Media Award“[40]
- 2022: Schlager Radio, Preis für das Lebenswerk[41]
- 2022: Verdienstkreuz 1. Klasse des Verdienstordens der Bundesrepublik Deutschland[42] für sein soziales Engagement
- 2024: Wilhelm-Wernicke-Ehrenpreis für soziales Engagement[43]
- 2025: Ehrenpreis des Marketing Clubs Berlin für sein soziales Engagement und als Markenbotschafter der Stadt Berlin[44]

## Synchronrollen (Auswahl)
- 1982: Schmetterling in Das letzte Einhorn
- 1984: Asterix in Asterix der Gallier
- 1985: Asterix – Sieg über Cäsar
- 1990: Eddie in Kuck mal, wer da spricht 2
- 1992: Vielfraß in FernGully – Christa und Zaks Abenteuer im Regenwald
- 1993: Rocks in Kuck mal, wer da jetzt spricht
- 1997: Powertool (Gesang) in Die furchtlosen Vier